# Martín Basso
Martín Eduardo Basso (Córdoba, Argentina; 26 de julio de 1974) es un piloto argentino de automovilismo de velocidad. Compitió en diferentes categorías de automovilismo de nivel zonal, nacional e internacional. Inició su carrera deportiva en la monomarca Fiat 600 de Rafaela, para luego pasar a competir en la Fórmula Renault Argentina, categoría de la que se consagrara campeón en 1996. Compitió a nivel Internacional en las categorías Fórmula 3 Sudamericana, Fórmula Atlantic, Porsche Supercup y Fórmula 3000 Internacional.
En 2003 regresó a su país para debutar en el TC 2000, categoría en la que compitiera durante un tiempo prolongado, debutando a bordo de un Honda Civic y retirándose sobre un Ford Focus II. En 2009 debutó en el Turismo Carretera a bordo de un Torino Cherokee de la escudería HAZ Racing Team, y en 2011 resolvió cambiar de marca al subirse a un Chevrolet Chevy. El 13 de mayo de 2012, Basso obtendría su primera victoria en el TC a bordo de su Chevrolet, convirtiéndose en el ganador número 201 del historial de la categoría. El suceso, tuvo lugar en el Autódromo de Termas de Río Hondo por la séptima fecha del campeonato 2012 del TC.

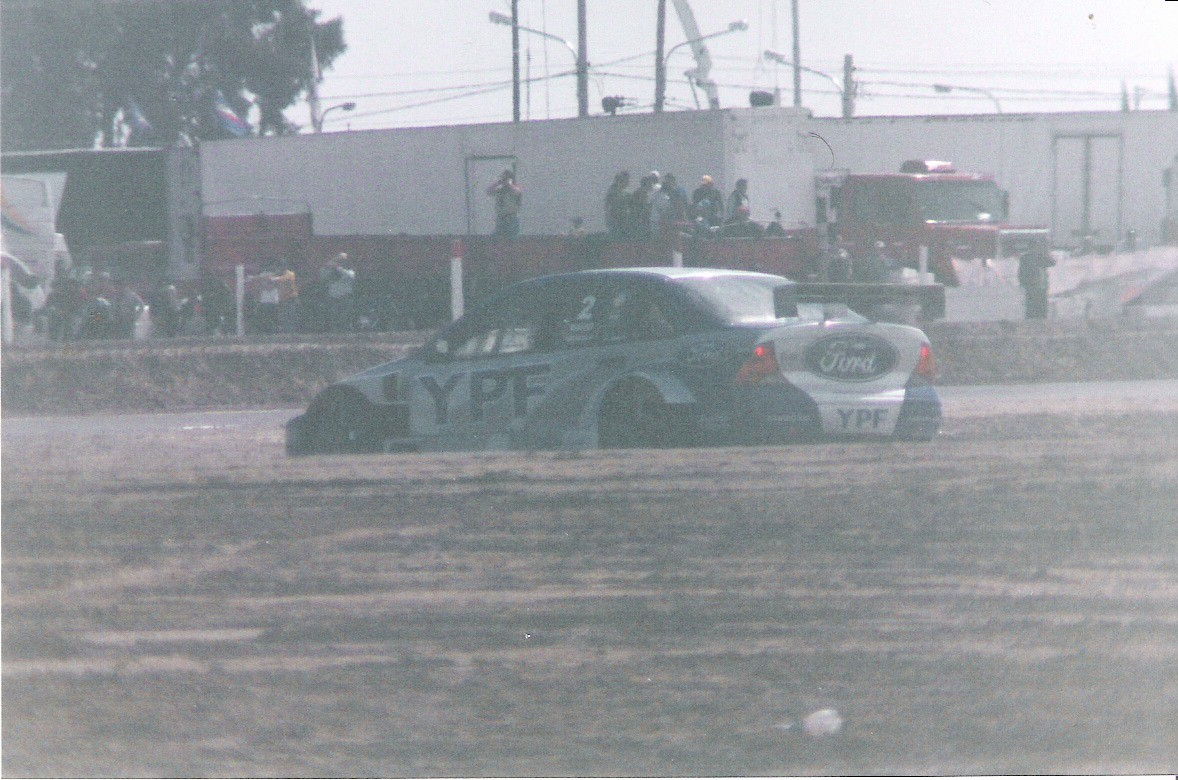
Martín Basso en San Martín

## Carrera deportiva
| Año  | Categoría                         | Automóvil                 |
| ---- | --------------------------------- | ------------------------- |
| 1994 | Monomarca Fiat 600                | Fiat 600                  |
| 1995 | Monomarca Fiat 600                | Fiat 600                  |
| 1995 | Fórmula Renault Argentina         | Crespi-Renault            |
| 1996 | Campeón Fórmula Renault Argentina | Crespi-Renault            |
| 1996 | Fórmula 3 Sudamericana            | Dallara-Toyota            |
| 1997 | Fórmula 3 Sudamericana            | Dallara-Toyota            |
| 1997 | Fórmula Súper Renault Argentina   | Ralt-Renault              |
| 1998 | Fórmula 3 Sudamericana            | Dallara-Mitsubishi        |
| 1998 | Fórmula Súper Renault Argentina   | Ralt-Renault              |
| 1999 | Fórmula 3 Sudamericana            | Dallara-Mitsubishi        |
| 1999 | Subcampeón Fórmula Súper Renault  | Ralt-Renault              |
| 2000 | Fórmula Atlantic                  | Swift 008 - Toyota        |
| 2000 | Elf Karting Master                | Karting                   |
| 2001 | Fórmula Atlantic                  | Swift 008 - Toyota        |
| 2002 | Euro Fórmula 3000                 | Lola-Zytek                |
| 2002 | Supercopa Porsche                 | Porsche 911 Carrera       |
| 2003 | Debut en TC 2000                  | Honda Civic               |
| 2004 | TC 2000                           | Honda Civic VII           |
| 2005 | TC 2000                           | Honda Civic VII           |
| 2006 | TC 2000                           | Ford Focus I              |
| 2007 | Subcampeón TC 2000                | Ford Focus I              |
| 2008 | TC 2000                           | Ford Focus I              |
| 2008 | FIA GT                            | Ferrari 550 Maranello     |
| 2009 | TC 2000                           | Ford Focus I              |
| 2009 | Debut en Turismo Carretera        | Torino Cherokee           |
| 2009 | TRV6, Carrera de la Historia      | Ford Mondeo II (invitado) |
| 2010 | TC 2000                           | Ford Focus II             |
| 2010 | Turismo Carretera                 | Torino Cherokee           |
| 2011 | Turismo Carretera                 | Chevrolet Chevy           |
| 2011 | Copa Endurance Series de TC 2000  | Toyota Corolla (invitado) |
| 2012 | Turismo Carretera                 | Chevrolet Chevy           |
| 2013 | Turismo Carretera                 | Chevrolet Chevy           |
| 2014 | STC2000                           | Renault Fluence           |
| 2015 | Mercedes Benz Premium Race        | Mercedes Benz             |
| 2016 | Turismo Carretera invitados       | Dodge Cherokee            |

- [2]

## Resultados

### Euro Fórmula 3000
(Clave) (negrita indica pole position) (cursiva indica vuelta rápida)

| Año     | Equipo    | 1     | 2     | 3     | 4     | 5      | 6      | 7     | 8       | 9     | Pos. | Puntos |
| ------- | --------- | ----- | ----- | ----- | ----- | ------ | ------ | ----- | ------- | ----- | ---- | ------ |
| 2002    | GP Racing | VLL 2 | PER 7 | MNZ 8 | SPA 5 | DON 14 | BRN 15 | DIJ 5 | JER Ret | CAG 7 | 8.º  | 10     |
| Fuente: |           |       |       |       |       |        |        |       |         |       |      |        |

### Porsche Supercup
(Clave) (negrita indica pole position) (cursiva indica vuelta rápida)

| Año     | Equipo                  | 1   | 2   | 3   | 4   | 5   | 6   | 7   | 8   | 9   | 10      | 11  | 12  | Pos. | Puntos |
| ------- | ----------------------- | --- | --- | --- | --- | --- | --- | --- | --- | --- | ------- | --- | --- | ---- | ------ |
| 2002    | Kadach Tuning + Service | IMO | CAT | A1R | MON | NÜR | SIL | HOC | HUN | SPA | MNZ Ret | IND | IND | NC†  | 0†     |
| Fuente: |                         |     |     |     |     |     |     |     |     |     |         |     |     |      |        |

- † Era piloto invitado, por lo que no sumó puntos.

### Turismo Competición 2000
| Año  | Equipo                 | Auto             | 1    | 2   | 3   | 4   | 5   | 6   | 7   | 8   | 9   | 10  | 11  | 12    | 13  | 14  | Res. | Puntos |
| ---- | ---------------------- | ---------------- | ---- | --- | --- | --- | --- | --- | --- | --- | --- | --- | --- | ----- | --- | --- | ---- | ------ |
| 2003 |                        |                  | SL I | GR  | TRE | SJU | BB  | OBE | RC  | SAL | RES | SR  | BA  | SL II | AG  | MDP | 13°  | 34     |
| 2003 | Honda Racing Petrobras | Honda Civic VI   | Ex.  | 9   | Ret | NL  | 21† | Ex. | 5   | 5   | 4   | Ret | 12  | Ret   | 6   | Ret | 13°  | 34     |
| 2004 |                        |                  | GR   | VIE | SJU | PAR | SL  | OBE | AG  | CON | RC  | SRA | BB  | BA    | RAF | MDP | 7°   | 87     |
| 2004 | Honda Racing Petrobras | Honda Civic VII  | Ret  | 12  | 8   | 8   | Ret | Ret | 2   | 10  | 14† | 4   | 1   | 6     | Ret | 6   | 7°   | 87     |
| 2005 |                        |                  | BA I | PAR | VIE | SJU | OLA | AG  | CUR | OBE | RAF | SRA | CON | BA II | SL  | GR  | 4°   | 103    |
| 2005 | Honda Racing Petrobras | Honda Civic VII  | Ret  | 2   | 4   | 3   | 9   | Ret | 14  | Ret | 12  | 17  | 6   | 6     | 1   | 3   | 4°   | 103    |
| 2006 |                        |                  | BA I | OLA | CR  | VIE | SFE | SJU | SRA | RES | CUR | SMM | GR  | BA II | OBE | PAR | 4°   | 155    |
| 2006 | Ford YPF               | Ford Focus I     | 9    | 13  | 19  | Ret | 1   | 1   | 11  | 15† | 3   | 3   | 3   | 2     | 20† | 3   | 4°   | 155    |
| 2007 |                        |                  | CR   | GR  | BB  | SMM | SJU | SP  | AG  | SFE | SRA | VIE | BA  | OBE   | SL  | PDE | 2°   | 142    |
| 2007 | Ford YPF               | Ford Focus I     | 2    | 5   | 12  | 5   | 6   | Ret | 1   | 2   | 8   | 6   | 9   | 5     | 2   | 1   | 2°   | 142    |
| 2008 |                        |                  | PAR  | SAL | GR  | SFE | SJU | RES | AG  | BA  | OBE | TRH | VIE | SMM   | PDF | PDE | 6°   | 108    |
| 2008 | Ford YPF               | Ford Focus I     | 4    | 8   | NL  | 3   | 13  | Ret | Ret | Ret | Ret | 5   | 1   | 6     | 9   | 1   | 6°   | 108    |
| 2009 |                        |                  | AG   | GR  | OBE | SMM | TRH | RES | BA  | CEN | SFE | SFE | SJU | SJU   | PDF |     | 10°  | 36     |
| 2009 | Ford YPF               | Ford Focus I     | 2    | Ret | Ret | 22† | 12  | 9   | 4   | 8   | 11  | 14  | Ret | 15    | 11† |     | 10°  | 36     |
| 2010 |                        |                  | PDE  | SMM | GR  | AG  | RES | TRH | LR  | SFE | SFE | CEN | OBE | BA    | PDF |     | 13°  | 51     |
| 2010 | Ford YPF               | Ford Focus I     | 9    | 12  | 3   | Ret | 25  |     |     |     |     |     |     |       |     |     | 13°  | 51     |
| 2010 | Ford YPF               | Ford Focus II    |      |     |     |     |     | 7   | 2   | 23† | 20† | 14  | 9   | Ret   | Ret |     | 13°  | 51     |
| 2011 |                        |                  | GR   | SFE | SFE | SMM | SJU | RES | AG  | TRH | LPL | TRE | JUN | PDF   | PAR |     | -    | -      |
| 2011 | Toyota Team Argentina  | Toyota Corolla X |      |     |     |     |     |     |     |     | Ret |     |     |       |     |     | -    | -      |

#### Copa Endurance Series
| Año  | Equipo   | Auto          | 1   | 2   | 3   | Res. | Puntos |
| ---- | -------- | ------------- | --- | --- | --- | ---- | ------ |
| 2009 |          |               | TRH | BA  | PDF | 13°  | 14     |
| 2009 | Ford YPF | Ford Focus I  | 12  | 4   | 9†  | 13°  | 14     |
| 2010 |          |               | TRH | CEN | BA  | 17°  | 4      |
| 2010 | Ford YPF | Ford Focus II | 7   | 14  | Ret | 17°  | 4      |

### Campeonato FIA GT
(Clave) (negrita indica pole position) (cursiva indica vuelta rápida)

| Año     | Equipo                  | Automóvil                 | Clase | 1   | 2   | 3   | 4       | 5   | 6   | 7   | 8   | 9   | 10    | 11  | 12      | 13      | Pos. | Puntos |
| ------- | ----------------------- | ------------------------- | ----- | --- | --- | --- | ------- | --- | --- | --- | --- | --- | ----- | --- | ------- | ------- | ---- | ------ |
| 2008    | Escudería ACA Argentina | Ferrari 550-GTS Maranello | GT1   | SIL | MNZ | ADR | OSC Ret | SPA | SPA | SPA | BUC | BUC | BRN 8 | NOG | ZOL Ret | SAN Ret | 25.º | 1      |
| Fuente: |                         |                           |       |     |     |     |         |     |     |     |     |     |       |     |         |         |      |        |

### Súper TC 2000
| Año  | Equipo                       | Auto            | 1   | 2   | 3   | 4   | 5   | 6    | 7   | 8   | 9   | 10  | 11  | 12  | 13    | Res. | Puntos |
| ---- | ---------------------------- | --------------- | --- | --- | --- | --- | --- | ---- | --- | --- | --- | --- | --- | --- | ----- | ---- | ------ |
| 2014 |                              |                 | RAF | VIE | AG  | ROS | TOA | BA   | RES | SFE | SFE | SJU | TRH | COD | PDF   | -    | -      |
| 2014 | Renault Lo Jack Team         | Renault Fluence |     |     |     |     |     | Ret  |     |     |     |     |     |     |       | -    | -      |
| 2015 |                              |                 | JUN | ROS | OBE | TRH | RAF | SL I | SFE | SFE | TOA | GR  | SMM | AG  | SL II | -    | -      |
| 2015 | Team Peugeot Total Argentina | Peugeot 408 I   |     |     |     |     |     |      |     |     | 12  |     |     |     |       | -    | -      |

## Palmarés
| Título     | Categoría                 | Automóvil            | Año  |
| ---------- | ------------------------- | -------------------- | ---- |
| Campeón    | Fórmula Renault Argentina | Crespi - C1J Renault | 1996 |
| Subcampeón | TC 2000                   | Ford Focus I         | 2007 |